# À la recherche d'allumettes
Pour plus de détails, voir Fiche technique et Distribution.
À la recherche d’allumettes (За спичками, Za spitchkami) est un film soviéto-finlandais réalisé par Leonid Gaidai et Risto Orko, sorti en 1980.

## Fiche technique
- Titre : À la recherche d’allumettes[1]
- Titre original : За спичками (Za spitchkami) / Tulitikkuja lainaamassa
- Réalisation : Leonid Gaidai, Risto Orko
- Scénario : Leonid Gaidai, Risto Orko, Tapio Vilpponen, Vladlen Bakhnov
- Photographie : Sergueï Polouïanov
- Musique : Alexandre Zatsepine
- Pays d'origine : URSS
- Format : Couleurs - 35 mm - Mono
- Genre : comédie
- Durée : 100 minutes
- Date de sortie : 1980

## Distribution
- Evgueni Leonov : Antti Ihalainen
- Viatcheslav Nevinny : Jussi Vatanen
- Gueorgui Vitsine : Tahvo Kennonen
- Rita Polster : Anna-Lisa Ihalainen
- Ritva Valkama : Miina
- Sergueï Filippov : Hyvärinen
- Nina Grebechkova
- Vera Ivleva : Anna-Kaisa
- Galina Polskikh : Kaisa Karhutar
- Mikhaïl Pougovkine
- Kauko Helovirta : Torvelainen
- Olavi Ahonen : Ville Huttunen
- Leo Lastumäki : Partanen
- Pekka Autiovuori : Turtiainen